# Orella de gat
L'orella de gat (Helvella crispa), també anomenada orella de llebre blanca, orella de rata blanca o orella de gat blanca, és una espècie de fong ascomicot de l'ordre dels pezizals (Pezizales). És un bolet comestible.

## Descripció
Fa fins a 10 cm d'alçària. Barret prim i rebregat d'entre 2 i 8 cm, de color blanquinós i canyella quan envelleix. Presenta entre 2 i 3 lòbuls molt ondulats que recorda una sella de muntar damunt un peu buit i irregular amb solcs i arestes. La carn és prima, blanca i trencadissa.

## Hàbitat
Es pot trobar des de la primavera fins a principis de l'hivern i des de la terra baixa fins a la muntanya en boscos humits de pinars i alzinars, sobretot en els marges i clarianes de boscos.

## Distribució geogràfica
Es troba a Europa, la Xina, el Japó i l'est de Nord-amèrica (és reemplaçat per Helvella lacunosa a la part occidental).

## Gastronomia
Tot i que es tracta d'un bolet molt usat en la cuina catalana s'hi ha d'anar alerta, ja que només es pot menjar després d'una llarga cocció car, en cru, no és comestible i causa trastorns gastrointestinals. De fet, és millor llençar l'aigua de la primera ebullició, ja que conté hemolisines que destrueixen els glòbuls vermells (el mateix s'esdevé amb l'orella de llebre negra, Helvella lacunosa.
Hom diu que abans, durant l'hivern, gairebé mai no faltaven a les sopes una grapada d'orelles de llebre.

## Possibles confusions amb altres espècies
Hi ha d'altres helvel·les de semblant fesomia i similar comestibilitat, com ara la moraga (Helvella monachella), l'orella de gat negra (Helvella lacunosa) i la moraga elàstica (Helvella elastica).